# Cryphiops caementarius
Cryphiops caementarius är en kräftdjursart som först beskrevs av Molina 1782.  Cryphiops caementarius ingår i släktet Cryphiops och familjen Palaemonidae. Inga underarter finns listade i Catalogue of Life.